# Menzel El Habib
Ne doit pas être confondu avec Menzel Bourguiba.
Menzel El Habib (arabe : منزل الحبيب) est une ville tunisienne située dans le gouvernorat de Gabès.
La municipalité de Menzel El Habib, créée par le décret gouvernemental no 2015-1275 du 11 septembre 2015, compte 9 455 habitants en 2022.
Elle est le chef-lieu de la délégation de Menzel El Habib.